# Aldo Molinari
Aldo Molinari (Roma, 13 dicembre 1885 – Roma, 31 maggio 1959) è stato un  giornalista, cineasta ed impresario teatrale italiano.

## Biografia

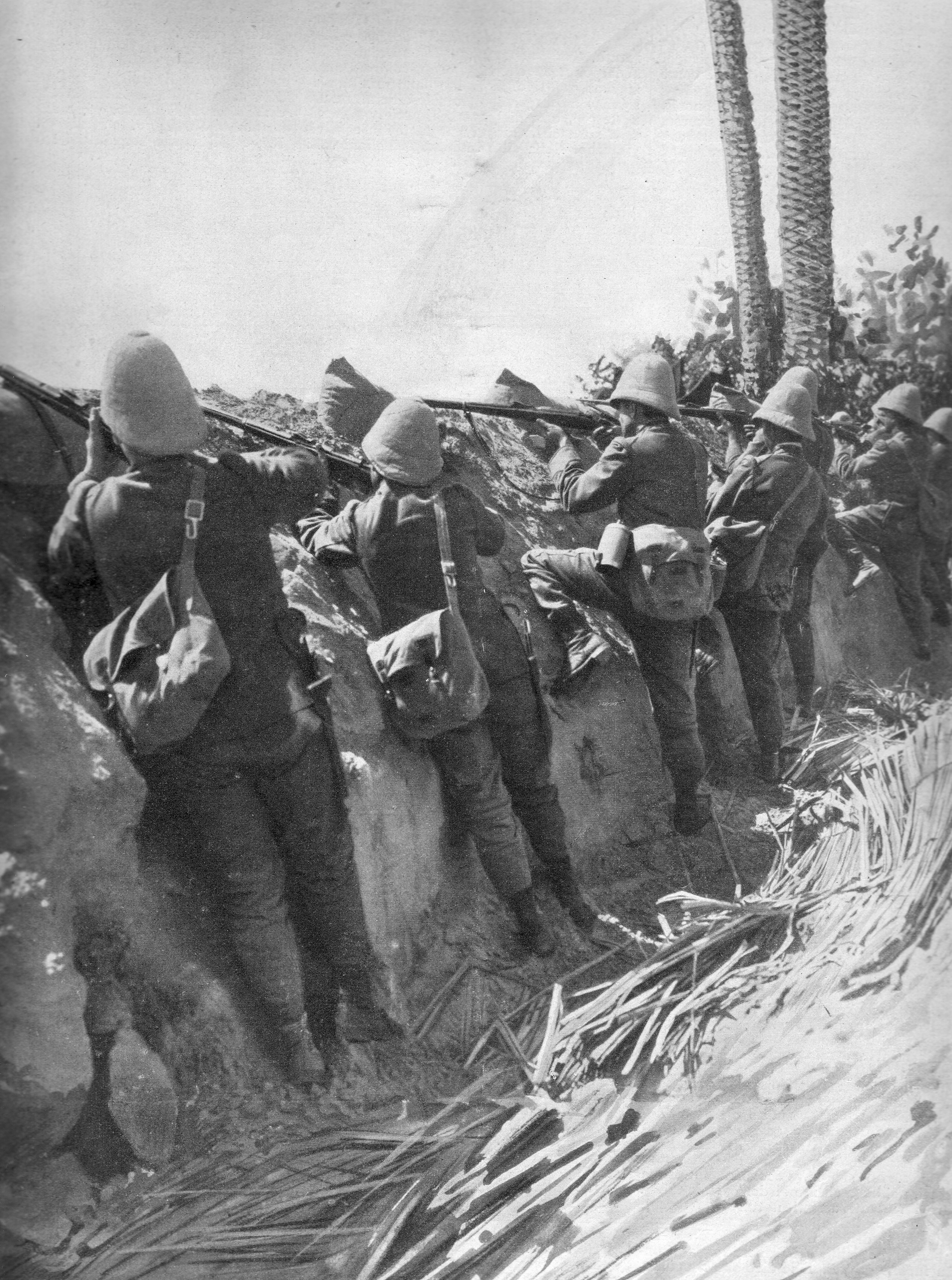
Inviato della La Tribuna tra il 23 e il 26 ottobre documento la battaglia di Sciara Sciatt

Personalità eclettica, Molinari svolse varie attività. Fu fotografo, disegnatore, giornalista e collaborò con numerosi quotidiani, tra cui La Tribuna, Giornale d'Italia e Gazzetta del Popolo, come redattore e inviato speciale.
Fu anche nel mondo dello spettacolo, sia nel cinema che nel teatro. Nel 1913 assieme ad Elvira Giallanella fondò a Roma la Vera Films. In quello stesso anno girò il film Mondo baldoria, il primo di ispirazione futurista (liberamente tratto dal manifesto Il controdolore di Aldo Palazzeschi), che subì il boicottaggio della censura e viene sconfessato dallo stesso Marinetti in un testo intitolato Gli sfruttatori del Futurismo. La sua attività cinematografica si svolse fino al 1922, dirigendo oltre una ventina di film. Diresse anche un film nel 1950 dal titolo Vendetta di zingara con Felga Lauri.
Attivo pure nel teatro, assieme alla ballerina russa Ileana Leonidoff costituì nel 1920 la prima compagnia di balletti russi che si sia esibita in Italia.
Fu fratello dell'operatore Renato Molinari.

## Filmografia

### Regista
- Gli ultimi avvenimenti dei Balcani - documentario cortometraggio (1912)
- O Roma o morte (1913)
- Il Campanile della vittoria (Racconto di Natale) (1913)
- Mondo baldoria - cortometraggio (1914)
- Il figlio - cortometraggio (1914)

- I naufraghi (1914)
- Il mio gregge - cortometraggio (1914)
- Raffiche (1914)
- Le avventure di un giornalista (1915)
- La principessa nera (1915)
- Il falco (1915)
- Attentato alla miniera Kopkins (1915)
- Italia! Nel tuo nome, per la tua grandezza (1916)
- Per il trono (1916)
- Un duello nell'ombra (1916)
- Lotta d'elementi, raffiche d'anime (1917)
- Zeus (1917)
- Mademoiselle Don Quichotte (1918)
- Saffo (1918)
- Maria di Magdala (1918)
- Venere (1919)
- Il mistero di Osiris (1919)
- Giuditta e Oloferne (1920)
- Il principe di Kaytan (1922)
- Vendetta di zingara (1950)